# Rostom di Cartalia
Rostom di Cartalia, in georgiano როსტომი? o როსტომ ხანი (Tbilisi, 1565 – Tbilisi, 1658), è stato re di Cartalia dal 1633 al 1658.

## Biografia
Figlio di Daud Khan, principe georgiano convertito all'Islam, e di una sua concubina, nacque col nome di Khosro Mirza e crebbe come musulmano alla corte persiana. Intelligente e risoluto nelle sue decisioni, attrasse l'attenzione dello scià Abbas I di Persia che lo nominò, nel 1618, darugha (prefetto) della capitale di Isfahan. Dal 1625 al 1626, prese parte alla soppressione degli oppositori in Georgia: comandò il fianco destro nella vittoriosa Battaglia di Marabda e salvò parte delle truppe persiane da un completo disastro nella Battaglia di Ksani. Nel 1626, Khosro Mirza venne richiamato dalla Georgia e nominato comandante della guardia personale dello scià (Quli). Nel 1630, Abbas, sul letto di morte, gli ordinò di proteggere suo nipote ed erede Sam Mirza, il futuro Shah Safi, che Khosro servì fedelmente. Nel 1630, guidò l'esercito persiano alla sconfitta delle forze ottomane ed alla presa di Baghdad. Nei primi anni '30 del Seicento, prese parte alla distruzione della famiglia Undiladze che per anni aveva spadroneggiato nella corte safavide. Come ricompensa, nel 1633 venne nominato wali/re di Cartalia all'età di 67 anni e venne inviato quindi a sopprimere nuovamente gli oppositori georgiani che desideravano unire le regioni orientali della Cachezia e della Cartalia sotto il governo di Teimuraz I cosa che avvenne per un breve periodo tra il 1630 ed il 1633. Egli adottò dunque il nome di Rustam (in georgiano როსტომი, Rostom) e si portò in Georgia con una grande armata persiana comandata dal fedele Rustam Khan. Prese quindi il controllo della Cartalia in breve tempo e posizionò i suoi soldati nelle principali fortezze dell'area, riportandole sotto il controllo persiano. La sua volontà di cooperare con il sovrano sconfitto portò ad una notevole autonomia. Si instaurò così un periodo relativamente lungo di pace e prosperità con città e villaggi che ravvivarono la loro cultura e la loro economia. Seppur musulmano, Rostom aiutò a restaurare la principale cattedrale georgiana del Pilastro Vivente (Svetitskhoveli) a Mtskheta, e fu patrono della cultura cristiana. Ad ogni modo, i costumi persiani e musulmani imperversarono alla sua corte e schiacciò con forza l'opposizione dei nobili locali, mettendo a morte il catholicos Eudemo I di Georgia, ed invadendo nel 1648 la Cachezia, costringendo Teimuraz a spostarsi ad Imereti (Georgia occidentale).
Durante il suo regno, la questione della sua successione divenne un problema sempre più pressante. Egli non ebbe figli e pertanto manifestò l'intenzione di creare suo erede il principe Mamuka di Imereti. Quest'ultimo, ad ogni modo, venne ben presto sospettato di essere coinvolto in un complotto e dovette ritornare nella nativa Imereti. Nel 1642, Rostom adottò un suo parente Luarsab, ultimo nipote di Simon Khan, ma questi venne assassinato nel 1652 mentre era a caccia. Altro candidato alla sua successione fu il figliastro di Rostom, Ostia, che però morì giovane, nel 1646. Solo nel 1653 Rostom fu in grado di assicurarsi un successore. Questi fu Vakhtang di Mukhrani, rappresentante del ramo dei Mukhrani della dinastia dei Bagrationi, il quale fu inoltre reggente degli ultimi anni di governo di Rostom, e gli succedette alla sa morte avvenuta il 17 novembre 1658. Rostom venne sepolto a Qom, in Persia, vicino al sovrano Abbas I. Nel XIX secolo il diplomatico britannico Robert Grant Watson scrisse nella sua A History of Persia, "in uno dei più bei giardini vicini alla città si trovava il mausoleo di Rustem Khan, principe della casa reale di Georgia, che abbracciò la religione maomettana per ottenere il vicereame del suo paese nativo."

## Famiglia
Rostom si sposò due volte. Dopo il suo ritorno in Cartalia, sposò nel 1635 circa Ketevan, figlia del principe Gorjasp Abashishvili. Il matrimonio venne celebrato prima con rito cristiano e poi con rito musulmano e la stessa Ketevan aggiunse al suo il nome persiano di Guldukhtar. Il matrimonio non diede eredi e Ketevan morì poco dopo.
Nel 1638, Rostom concluse un matrimonio strategico con la dinastia dei Dadiani di Mingrelia. La sua seconda moglie era infatti Mariam, sorella di Levan II Dadiani, Principe di Mingrelia, e già moglie di Simon Gurieli, Principe di Guria. La coppia non ebbe figli. Dopo la morte di Rostom, Mariam venne sposata al suo figlio adottivo e successore, Vakhtang V.